# Isabel Marant
Isabel Marant es una firma francesa de moda fundada en 1994 por la diseñadora Isabel Marant. La marca fue lanzada, inicialmente en 1990 bajo el nombre «Twen», antes de ser renombrada Isabel Marant en 1994. Originalmente constó de sólo una línea de suéteres y prendas tejidas. La marca es actualmente más popular por sus zapatos, los cuales han sido usados por muchas celebridades, incluyendo Kate Bosworth, Katie Holmes, Anne Hathaway, Park Seonghwa y Hilary Duff.

## Historia
La primera colección de pasarela fue mostrada en primavera verano de 1995. En 2000, Marant expandió su marca al añadir la línea «Etoile», la cual está diseñada para ser más accesible y casual que la marca principal. La compañía tiene 10 tiendas en todo el mundo: París, Nueva York, Tokio, Hong Kong, Seúl, Los Ángeles, Beijing, Madrid, Beirut, Londres, Barcelona y tiene distribuidores en más de 35 países.
Cuándo Isabel Marant colaboró con una colección de diseño para la gigante de H&M en 2013, la línea agotó sus ejemplares en solo minutos por medio ventas en línea lo que causó que el sitio web fallara. Acerca de su colaboración con H&M, Marant dijo: «Lo bueno acerca de H&M es que no quieren intentar hacer una versión barata de tu propia colección. […] Realmente respetan el ADN de los diseñadores». La ropa ha sido descrita como «Combinación de chica andrógina y bohemian nonchalance». Desde su creación, la marca ha aumentado en 30% sus ventas cada año.

## Polémica
En 2015 Marant fue el centro de una tormenta en Twitter bajo el hashtag #MiBlusadeTlahui, el cual señaló la extrema semejanza de algunos de los diseños recientes de Marant con aquellos de diseñadores indígenas mexicanos de Tlauhuitoltepec, en Oaxaca, México, quienes han diseñado y hecho sus blusas originales cosidas a mano durante más de 600 años al estilo de los indígenas mixes. El plagio de los diseños por parte de Marant, prácticamente punto por punto del bordado, ha despertado el malestar del pueblo mixe, para quien la fabricación a mano de las camisas, y su venta, es un factor económico y cultural importante. El tema del «plagio» ha perseguido de cerca a Marant, siendo retomado por el diario británico The Guardian en junio de 2015 por la periodista Naomi Larsson, quien reportó que otra compañía de diseño, Antik Batik, había ya reclamado derechos sobre el discutido atuendo y citando a la vez a la oficina de Marant admitiendo que el diseño era de Tlauhuitoltepec como defensa contra la reclamación. El pueblo mixe no ha recibido ninguna notificación sobre este reconocimiento según el informe del diario.
Nuevamente, en 2020, se vio envuelta en un escándalo de apropiación cultural. Esta vez, Marant plagió el diseño de gabanes del municipio de Charapan, Michoacán, México. La firma tuvo que pedir disculpas luego de que la Secretaría de Cultura de México solicitara una explicación.